# Delias argenthona
Delias argenthona, a jezebel escarlate ou Jezebel do norte (também soletrado como Jezabel), é uma borboleta de tamanho médio da família Pieridae, encontrada na Austrália.
As suas lagartas alimentam-se de espécies de visco.

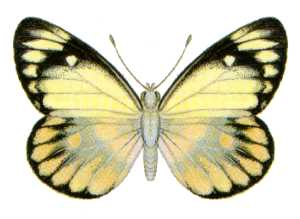
Delias argenthona